# 袁子健

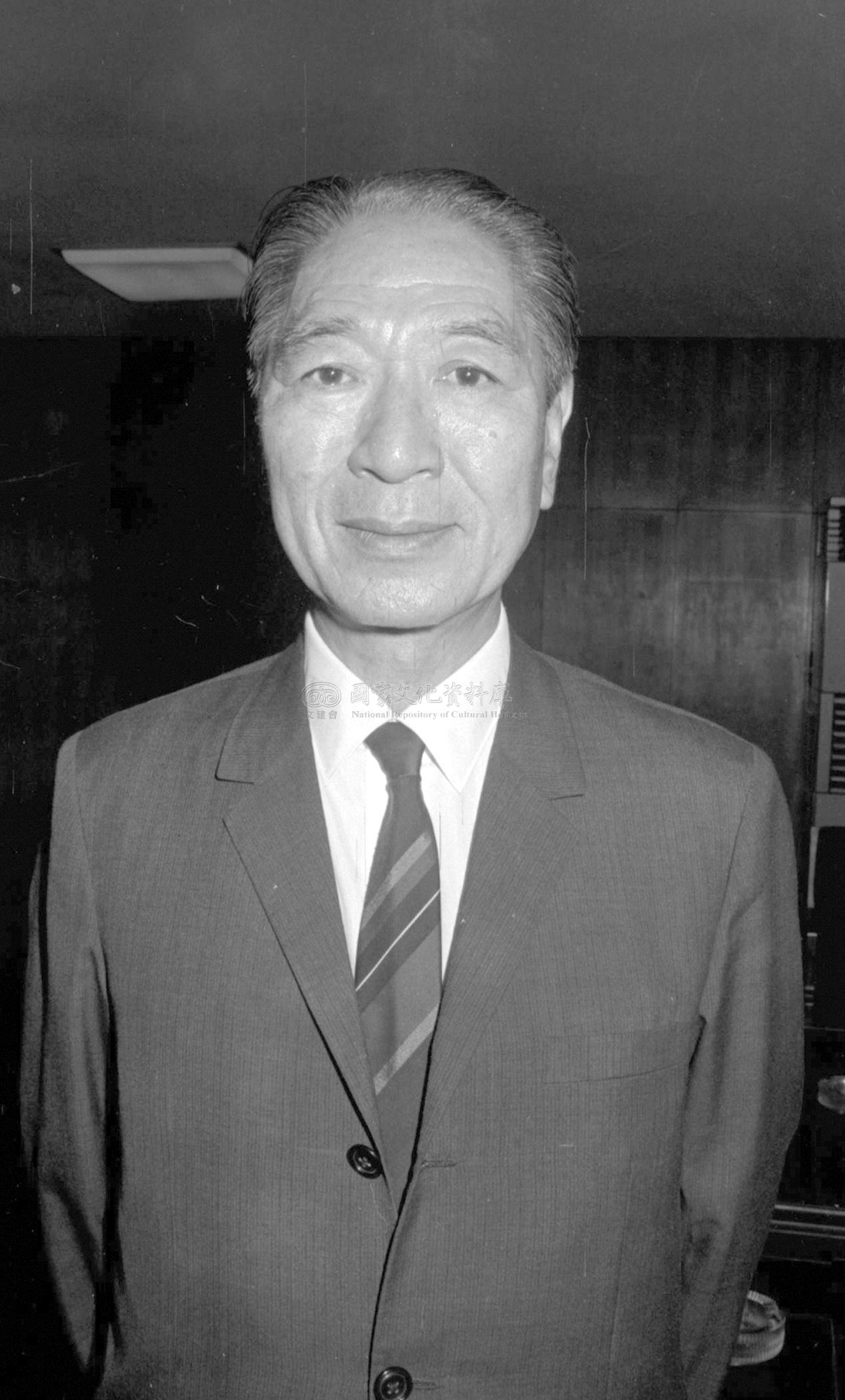
攝於1969年

袁子健（1906年—1983年），浙江慈溪人，中华民国外交家，少将军衔。

## 生平
大清光绪三十二年（1906年），生于宁波府慈溪县。早年毕业于上海震旦大学。赴法国巴黎留学，毕业于巴黎政治大学（Institut d'études politiques de Paris）。后获得葛纳普大学（旧译，今为格勒諾布爾-阿爾卑斯大學，该大学历史变迁较为复杂）法学博士学位回国。
回国后，曾先后担任厦门大学，国立上海商学院（今为上海财经大学）教授。后进入政界外交界。入中华民国外交部，担任科长。外派越南担任驻西贡领事。1939年，担任中华民国驻土耳其使馆一等秘书。后升外交部一等秘书，回部办事。1946年，担任驻越南河内总领事。后升任外交部简任总领事，回部办事，兼任欧洲司帮办。
1949年，赴台湾。赴台后履历如下：
- 1951年，担任中华民国外交部欧洲司司长。
- 1954年11月，担任中华民国驻委内瑞拉公使；1956年11月，离任。
- 1956年12月，担任中华民国驻越南公使。
- 1958年，升任驻越南大使；1958年12月，离任。
- 1964年10月，调任中华民国驻土耳其大使；1967年2月，离任。
- 1967年，担任中华民国外交部顾问。
- 1969年，担任中华民国外交部亚东太平洋司司长。
- 1971年，改任中华民国外交部亚西司司长。
- 1972年5月，退休[1]。

1983年，逝世于台北。